# World Badminton Grand Prix 2006
Der World Badminton Grand Prix 2006 war die 24. und letzte Auflage des World Badminton Grand Prix. Die Turnierserie bestand aus 23 internationalen Meisterschaften. Die für Dezember in Lakhnau als 24. Turnier angesetzten India Open wurden abgesagt. Teil der Serie war auch ein World Cup genanntes Einladungsturnier. Ab 2007 wurde der World Badminton Grand Prix durch die BWF Super Series und den BWF Grand Prix ersetzt.

## Austragungsorte
| Veranstaltung       | Ort               | Preisgeld    | IBF-Wertungskategorie | Datum         |
| ------------------- | ----------------- | ------------ | --------------------- | ------------- |
| Swiss Open          | Basel             | 120.000 US $ | 4 Sterne              | 3.–8.1.       |
| German Open         | Mülheim           | 80.000 US $  | 3 Sterne              | 10.–15.1.     |
| All England         | Birmingham        | 125.000 US $ | 4 Sterne              | 18.–22.1.     |
| China Masters       | Chengdu           | 250.000 US $ | 6 Sterne              | 7.–12.3.      |
| Philippines Open    | Manila            | 120.000 US $ | 4 Sterne              | 24.–28.5.     |
| Indonesia Open      | Surabaya          | 250.000 US $ | 6 Sterne              | 29.05.–04.06. |
| Singapur Open       | Singapur          | 170.000 US $ | 5 Sterne              | 06.–11.06.    |
| Malaysia Open       | Kuching           | 125.000 US $ | 4 Sterne              | 13.–18.6.     |
| Chinese Taipei Open | Taipeh            | 170.000 US $ | 5 Sterne              | 20-.25.6.     |
| Macau Open          | Macau             | 120.000 US $ | 4 Sterne              | 19.–23.7.     |
| Thailand Open       | Bangkok           | 80.000 US $  | 3 Sterne              | 25.–30.7.     |
| New Zealand Open    | Auckland          | 50.000 US $  | 2 Sterne              | 1.–06.8.      |
| US Open             | Orange            | 30.000 US $  | 1 Stern               | 8.–13.8.      |
| Korea Open          | Seoul             | 300.000 US $ | 6 Sterne              | 21.–27.8.     |
| Hong Kong Open      | Hongkong          | 250.000 US $ | 6 Sterne              | 28.8.–2.9.    |
| Japan Open          | Tokio             | 180.000 US $ | 5 Sterne              | 10.–15.10.    |
| China Open          | Guangzhou         | 250.000 US $ | 6 Sterne              | 17.–22.10.    |
| Bitburger Open      | Saarbrücken       | 50.000 US $  | 2 Sterne              | 24.–29.10.    |
| World Cup           | Yiyang            | 250.000 US $ | -                     | 26.–29.10.    |
| Denmark Open        | Aarhus            | 170.000 US $ | 5 Sterne              | 31.10.–5.11.  |
| Dutch Open          | ’s-Hertogenbosch  | 50.000 US $  | 2 Sterne              | 7.–12.11.     |
| Vietnam Open        | Ho-Chi-Minh-Stadt | 30.000 US $  | 1 Stern               | 15.–19.11.    |
| Bulgaria Open       | Sofia             | 30.000 US $  | 1 Stern               | 6.–10.12.     |
| India Open          | Lucknow           | 30.000 US $  | 1 Stern               | 12.–17.12.    |

## Die Sieger
| Veranstaltung       | Herreneinzel          | Dameneinzel         | Herrendoppel                                     | Damendoppel                         | Mixed                                   |
| ------------------- | --------------------- | ------------------- | ------------------------------------------------ | ----------------------------------- | --------------------------------------- |
| Swiss Open          | Lee Chong Wei         | Xu Huaiwen          | Chan Chong Ming Koo Kien Keat                    | Du Jing Yu Yang                     | Nathan Robertson Gail Emms              |
| German Open         | Chen Jin              | Zhang Ning          | Jung Jae-sung Lee Yong-dae                       | Yang Wei Zhang Jiewen               | Zhang Jun Gao Ling                      |
| All England         | Lin Dan               | Xie Xingfang        | Jens Eriksen Martin Lundgaard Hansen             | Gao Ling Huang Sui                  | Zhang Jun Gao Ling                      |
| China Masters       | Chen Jin              | Wang Lin            | Jens Eriksen Martin Lundgaard Hansen             | Gao Ling Huang Sui                  | Xie Zhongbo Zhang Yawen                 |
| Philippines Open    | Muhammad Hafiz Hashim | Saina Nehwal        | Albertus Susanto Njoto Yohan Hadikusumo Wiratama | Jo Novita Greysia Polii             | Sudket Prapakamol Saralee Thungthongkam |
| Indonesia Open      | Taufik Hidayat        | Zhu Lin             | Candra Wijaya Tony Gunawan                       | Zhang Yawen Wei Yili                | Xie Zhongbo Zhang Yawen                 |
| Singapur Open       | Peter Gade            | Pi Hongyan          | Flandy Limpele Sigit Budiarto                    | Yang Wei Zhang Jiewen               | Nova Widianto Liliyana Natsir           |
| Malaysia Open       | Lee Chong Wei         | Zhang Ning          | Chan Chong Ming Koo Kien Keat                    | Gao Ling Huang Sui                  | Zhang Jun Gao Ling                      |
| Chinese Taipei Open | Lin Dan               | Zhang Ning          | Fu Haifeng Cai Yun                               | Lee Kyung-won Lee Hyo-jung          | Nova Widianto Liliyana Natsir           |
| Macau Open          | Lin Dan               | Judith Meulendijks  | Fu Haifeng Cai Yun                               | Huang Sui Gao Ling                  | Thomas Laybourn Kamilla Rytter Juhl     |
| Thailand Open       | Chen Yu               | Zhu Lin             | Lee Yong-dae Jung Jae-sung                       | Lee Kyung-won Lee Hyo-jung          | Lee Yong-dae Hwang Yu-mi                |
| New Zealand Open    | Lee Tsuen Seng        | Huang Chia-chi      | Eng Hian Rian Sukmawan                           | Jiang Yanmei Li Yujia               | Hendri Kurniawan Saputra Li Yujia       |
| US Open             | Yousuke Nakanishi     | Ella Karachkova     | Halim Haryanto Tony Gunawan                      | Nina Vislova Valeria Sorokina       | Sergey Ivlev Nina Vislova               |
| Korea Open          | Bao Chunlai           | Lu Lan              | Tony Gunawan Candra Wijaya                       | Yang Wei Zhang Jiewen               | Nova Widianto Liliyana Natsir           |
| Hong Kong Open      | Lin Dan               | Xie Xingfang        | Markis Kido Hendra Setiawan                      | Yang Wei Zhang Jiewen               | Zheng Bo Zhao Tingting                  |
| Japan Open          | Lin Dan               | Zhang Ning          | Candra Wijaya Tony Gunawan                       | Gao Ling Huang Sui                  | Flandy Limpele Vita Marissa             |
| China Open          | Chen Hong             | Zhang Ning          | Markis Kido Hendra Setiawan                      | Yang Wei Zhang Jiewen               | Xie Zhongbo Zhang Yawen                 |
| Bitburger Open      | Ronald Susilo         | Xu Huaiwen          | Michał Łogosz Robert Mateusiak                   | Jiang Yanmei Li Yujia               | Robert Mateusiak Nadieżda Kostiuczyk    |
| World Cup           | Lin Dan               | Wang Yihan          | Markis Kido Hendra Setiawan                      | Gao Ling Huang Sui                  | Nova Widianto Liliyana Natsir           |
| Denmark Open        | Chen Hong             | Jiang Yanjiao       | Lars Paaske Jonas Rasmussen                      | Kamila Augustyn Nadieżda Kostiuczyk | Anthony Clark Donna Kellogg             |
| Dutch Open          | Sairul Amar Ayob      | Adriyanti Firdasari | Rian Sukmawan Eng Hian                           | Rani Mundiasti Endang Nursugianti   | Robert Blair Jenny Wallwork             |
| Vietnam Open        | Andrew Smith          | Bae Seung-hee       | Yoo Yeon-seong Jeon Jun-bum                      | Kim Jin-ock Lee Jung-mi             | Yoo Yeon-seong Lee Jung-mi              |
| Bulgaria Open       | Kasper Ødum           | Ella Karachkova     | Joachim Fischer Nielsen Mathias Boe              | Meiliana Jauhari Purwati            | Alexandr Nikolaenko Nina Vislova        |
| India Open          | abgesagt              | abgesagt            | abgesagt                                         | abgesagt                            | abgesagt                                |